# O Arbiru
Die O Arbiru (tetum Die Unbesiegbare) war ein kleines portugiesisches Frachtschiff des Serviços de Transportes Marítimos (STM) der Kolonialregierung Portugiesisch-Timors. Das Schiff verband die Kolonialhauptstadt Dili mit den anderen Küstenorten Portugiesisch-Timors, vor allem Pante Macassar, und fuhr gelegentlich auch in die Nachbarländer, zum Beispiel nach Singapur. Überregional wurde es durch seinen Untergang im Jahre 1973 bekannt, bei dem etwa 25 Menschen ums Leben kamen.

## Beschreibung
Das Küstenmotorschiff besaß einen achtern angeordneten Aufbau mit Einrichtungen für einige Passagiere und Brückenhaus über der ebenfalls hinten liegenden Maschinenanlage. Der Ladungsumschlag des mittig liegenden Laderaums konnte mit eigenem Ladegeschirr durchgeführt werden. Zwischen den zwei Luken befand sich der Lademast mit vorderen und achteren Ladebäumen. Darüber hinaus besaß das Stückgutschiff im Doppelboden zwei Ladetanks für Öle bis zu einem Flammpunkt von 65 °Celsius. Die Kapazität der Ballastwassertanks betrug 127 Tonnen. Der teilweise genietete und teilweise geschweißte Rumpf mit starkem Deckssprung wies einen vornüberfallenden Steven ohne Bugwulst auf. Der Hauptmotor bestand aus einem Sechszylinder-Viertakt-Dieselmotor des Mannheimer Herstellers MWM, dessen Leistung 550 PS betrug. Die Antriebsleistung wurde durch ein Untersetzungsgetriebe auf den Festpropeller übertragen.

## Bau und Einsatz
Das Schiff wurde 1962/63 im Auftrag Portugals bei der Werft Estaleiros São Jacinto in Aveiro gebaut und 1963 als O Arbiru abgeliefert. Der Neubau mit einer Vermessung von 486 BRT wurde unter der Bereederung des portugiesischen Überseeministeriums (Ministério do Ultramar) als Transportmittel für den Waren- und Personenverkehr in Portugiesisch-Timor zwischen den einzelnen Küstenorten der Kolonie und der Außenwelt eingesetzt. Dem Betrieb der O Arbiru kam große Bedeutung zu, da Pante Macassar in der Exklave Oe-Cusse Ambeno sonst nur über indonesisches Territorium erreichbar war und die Wege im Landesinneren der Insel – sofern überhaupt passierbar – in einem schlechten Zustand waren.

## Verbleib
Die O Arbiru sank am späten 29. April in einem schweren Sturm in der Floressee, ungefähr im Bereich der Position 8° 0′ S, 122° 0′ O. Den letzten Funkkontakt mit dem Schiff gab es in der Nacht des 29. April. Zwei Tage zuvor hatte sie den Hafen von Dili auf einer Ballastreise nach Bangkok verlassen. Am 7. Mai hätte die O Arbiru in Bangkok ankommen sollen, von wo sie Reis nach Portugiesisch-Timor bringen sollte. Kapitän und Leitender Ingenieur waren Unteroffiziere der portugiesischen Marine, die übrigen Besatzungsmitglieder Zivilisten. Neben den 19 Besatzungsmitgliedern waren ein männlicher und vier weibliche Passagiere an Bord (nach anderen Angaben: 22 Besatzungsmitglieder). Eine der Frauen war die Ehefrau des lokal bekannten Kapitänleutnants Pacheco  Medeiros, weswegen das Verschwinden des Schiffs unter den Portugiesen der Kolonie als große Tragödie empfunden wurde.
Portugal bat wenige Tage später alle anliegenden Länder um Unterstützung bei der Suche. Indonesien suchte mit fünf Flugzeugen in der betroffenen Region. Die indonesische Polizei meldete, dass man das Schiff am 29. April nahe Tolitoli vor der Nordwestküste Sulawesis gesehen habe, was weitab von der eigentlichen Route der O Arbiru gewesen wäre. Das Schiff hätte diese Position unmöglich in so kurzer Zeit seit dem Auslaufen erreichen können. Am 20. Mai meldete der Sydney Morning Herald, man habe einen überlebenden timoresischen Seemann bei Flores gefunden. Der Überlebende Paulo do Rosario hatte sich nach dem Untergang an einem Stück Treibholz festgehalten und wurde von Fischern nach Bonerate gebracht. Die vermutete Untergangsstelle ist etwa tausend Kilometer entfernt von dem Ort, wo die indonesische Polizei die O Arbiru gesehen haben wollte, und lag auf ihrer regulären Route.

## Rezeption
Der osttimoresische Schriftsteller Luís Cardoso erzählt die Geschichte der O Arbiru in seinem Roman O ano em que Pigafetta completou a circum-navegação, in dem er neben der O Arbiru zwei weitere für die Geschichte Osttimors bedeutende Schiffe vorstellt. Mit dem Roman wurde die Geschichte der O Arbiru zur lokalen Legende, die mit den kulturellen Glaubensvorstellungen der Timoresen einhergeht. Hier wird das Motiv des wiederkehrenden, lebenden Geistes aufgegriffen. Nach dem Historiker Geoffrey C. Gunn ist die O Arbiru auch heute noch im Gedächtnis der osttimoresischen Bevölkerung präsent. Zum 50-jährigen Jubiläum der Inbetriebnahme des Schiffes wurde ein Gedicht über die O Arbiru verfasst.